# حمیدرضا هدایتی
حمیدرضا هدایتی‌راد بازیگر سینما و تلویزیون ایران است. او در سریال‌هایی همچون مختارنامه و در چشم باد ایفای نقش کرده‌ است.

## فیلم‌شناسی

### سینما
- عنکبوت (۱۳۹۸)
- بی وزنی (۱۳۹۸)
- اولین امضا برای رعنا (۱۳۹۶)
- لاتاری (۱۳۹۶)
- گاو زخمی (۱۳۹۳)
- طاووس‌های بی‌پر (۱۳۸۷)
- فقط چشم‌هاتو ببند (۱۳۸۵)
- آتش‌بس (فیلم ۱۳۸۴)
- مسیح (فیلم) (۱۳۸۴)
- مسافران (۱۳۷۰)

### تلویزیون
| سال       | فیلم                        | کارگردان                  |
| --------- | --------------------------- | ------------------------- |
| ۱۳۷۴      | لحظه‌های آشنا                | مجتبی یاسینی              |
| ۱۳۷۹      | استنطاق                     | فرهاد مهندس پور           |
| ۱۳۸۰      | حجر بن عدی                  | تاجبخش فنائیان            |
| ۱۳۸۱      | بررسی یک پرونده             | علاءالدین رحیمی           |
| ۱۳۸۴      | ریحانه                      | سیروس مقدم                |
| ۱۳۸۵      | بشارت منجی (فیلم)           | نادر طالب زاده            |
| ۱۳۸۷      | بشارت منجی                  | نادر طالب زاده            |
| ۱۳۸۹      | در چشم باد                  | مسعود جعفری جوزانی        |
| ۱۳۸۹      | مختارنامه                   | داوود میرباقری            |
| ۱۳۹۰      | تا ثریا                     | سیروس مقدم                |
| ۱۳۹۰      | ارمغان تاریکی               | جلیل سامان                |
| ۱۳۹۱      | دیوار                       | سیروس مقدم                |
| ۱۳۹۲      | ستایش (فصل دوم)             | (سعید سلطانی              |
| ۱۳۹۲      | مادرانه                     | جواد افشار                |
| ۱۳۹۲      | ستاره حیات                  | جواد ارشاد                |
| ۱۳۹۳      | رهایی                       | مسعود تکاور               |
| ۱۳۹۳      | رنگ شک                      | فریبرز عرب نیا            |
| ۱۳۹۴      | کیمیا                       | جواد افشار                |
| ۱۳۹۵      | قصه‌های تبیان (شکار آهو)     |                           |
| ۱۳۹۵      | قصه‌های تبیان اپیزود (قاعده) |                           |
| ۱۳۹۵      | آرام می‌گیریم                | روح‌الله سهرابی            |
| ۱۳۹۵      | روزهای بی‌قراری              | کاظم معصومی               |
| ۱۳۹۶      | زیر پای مادر                | بهرنگ توفیقی              |
| ۱۳۹۶      | سفر در خانه                 | بهمن گودرزی               |
| ۱۳۹۶      | سارق روح                    | احمد معظمی                |
| ۱۳۹۸      | از یادها رفته               | بهرام بهرامیان            |
| ۱۳۹۸      | خانواده دکتر ماهان          | راما قویدل                |
| ۱۳۹۸      | سلام آقای مدیر              | علیرضا توانا              |
| ۱۳۹۸      | تله فیلم «الف امنیت»        | مسعود تکاور               |
| ۱۳۹۹–۱۴۰۱ | ارثیه پدری                  | میلاد بنایی و مهدی نقویان |
| ۱۴۰۰      | بچه مهندس ۴                 | احمد کاوری                |
| ۱۴۰۰      | سرجوخه                      | احمد معظمی                |
| ۱۴۰۲      | بازپرس                      | احمد معظمی                |
| ۱۴۰۲      | هفت سر اژدها                | ابوالقاسم طالبی           |
| ۱۴۰۲      | رستگاری                     | مسعود ده نمکی             |
| ۱۴۰۳      | غریبه                       | سروش محمدزاده             |